# Аннунчационе-делла-Беата-Вирджине-Мария-а-виа-Ардеатина (титулярная диакония)
Аннунчационе-делла-Беата-Вирджине-Мария-а-виа-Ардеатина (лат. Titulus Annuntiationis Beatae Mariae Virginsis in Via Ardeatina) — титулярная церковь была создана Папой Павлом VI 5 февраля 1965 года апостольской конституцией Sanctissimis templis. Титулярная диакония принадлежит церкви Аннунчационе-делла-Беата-Вирджине-Мария-а-виа-Ардеатина, приходской церкви с 1935 года, расположенной в квартале Рима Ардеатино, на виа Гротта ди Перфетто.

## Список кардиналов-дьяконов титулярной диаконии Аннунчационе-делла-Беата-Вирджине-Мария-а-виа-Ардеатина
- Марио Помпедда (21 февраля 2001 — 18 октября 2006, до смерти);
  - вакансия (2006—2012);
- Доменико Кальканьо (18 февраля 2012 — 4 марта 2022), титулярная диакония pro hac vice (4 марта 2022 — по настоящее время).